# Fitz-James O’Brien

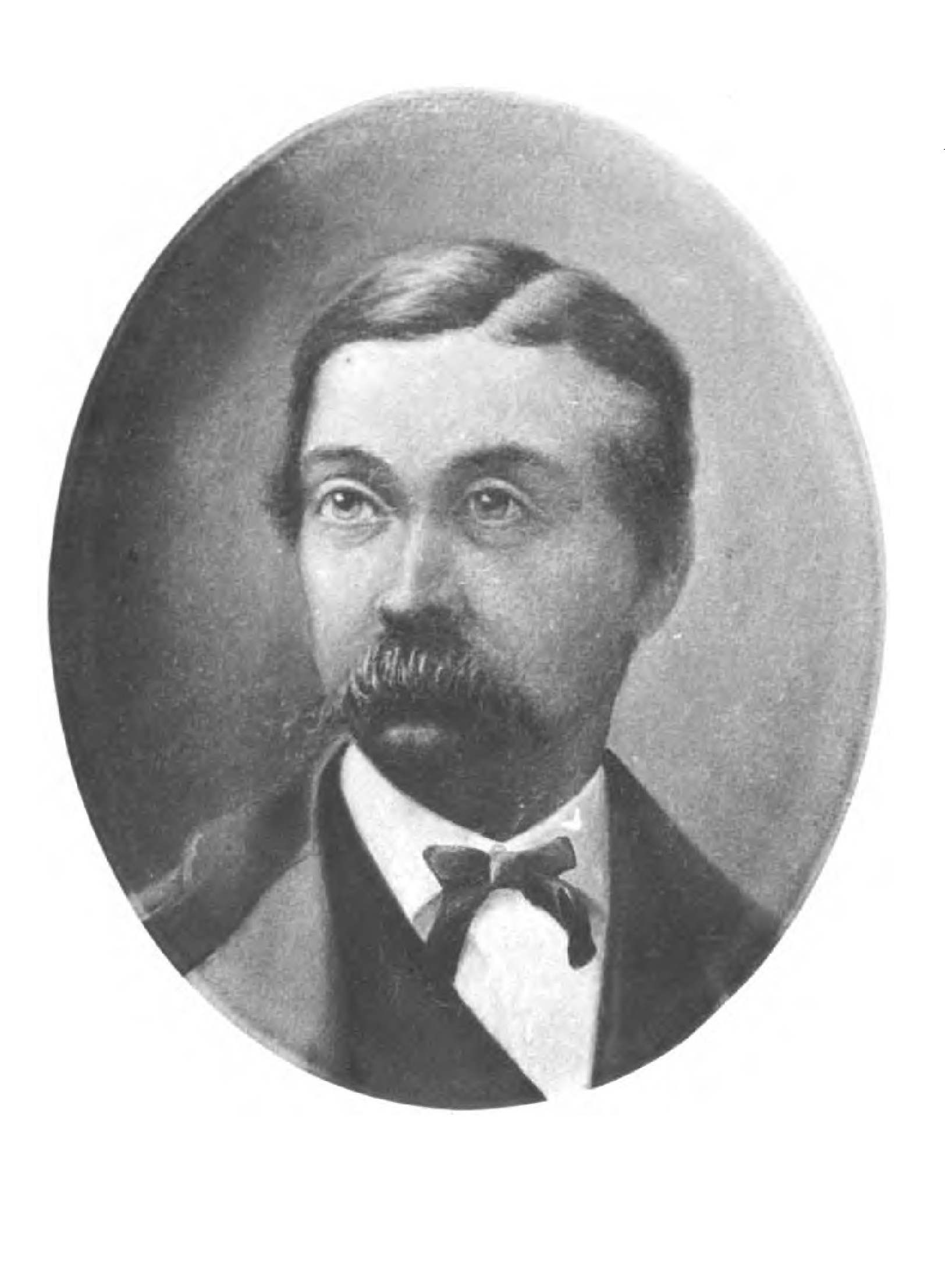
Fitz-James O’Brien

Michael „Fitz James“ O’Brien (* 31. Dezember 1828 im County Cork; † 6. April 1862 in Cumberland, Maryland) war ein irischer Schriftsteller.

## Leben
O’Brien, in wohlhabenden Verhältnissen als Sohn eines Rechtsanwaltes geboren, studierte an der Universität Dublin. In dieser Zeit entstanden zwei seiner Gedichte: Loch Ine und Irische Schlösser, die 1856 in den „Balladen von Irland“ veröffentlicht wurden. Nachdem er 1852 sein Erbe von 8.000 £ ausgegeben hatte, verließ er Irland und ging in die USA. Seitdem nannte er sich Fitz James. Er veröffentlichte 1858 seine berühmteste Geschichte Die diamantene Linse; Plagiatsvorwürfe bestätigten sich nicht.
Er veröffentlichte alleine 60 Artikel in Harper's New Monthly Magazine (1859–1864) und einen in The United States Democratic Review (1853). Er entwickelte Gedanken (Texte), bei denen sich Elemente der Science Fiction wie bei den Autoren Edgar Allan Poe, Nathaniel Hawthorne und ähnlich bei E.T.A. Hoffmann finden. Die Idee des Roboters ist einer seiner wichtigsten Beiträge zur Science Fiction.
Fitz-James O’Brien war Teilnehmer am Sezessionskrieg. 1861 trat er in das 7. Regiment der New Yorker Nationalgarde ein und war sechs Wochen in Cameron. Sein Regiment, das unter dem Befehl von General Frederick W. Lander stand, kehrte nach New York zurück. Am 26. Februar 1862 verwundet und zurückgeblieben, starb O’Brien am 6. April 1862 bei Cumberland, Maryland.
Bruce Franklin gibt als Todesursache die Folgen einer falsch behandelten Verletzung infolge eines Duells an, während Sam Moskowitz schrieb, dass er nach Amputation von Arm und Schulterblatt infolge einer Gefechtsverletzung verstarb.
Sein Freund William Winter sammelte seine Gedichte, Geschichten und die persönlichen Erinnerungen.

## Werke
Hier eine Auswahl aus 61 Werken:
- Die diamantene Linse (1858)
- Der Drachenzahn des Zauberers Piuo-Lu (1856)
- Das verschwundene Zimmer (1858)
- Was war es? (1859)
- Der Wunderschmied (1859)
- The Fantastic Tales; ISBN 0-7145-3617-2